# Elecciones primarias de la Mesa de la Unidad Democrática de 2015
Las elecciones primarias de la Mesa de la Unidad Democrática de 2015 fueron el proceso electoral llevado a cabo el 17 de mayo de 2015 con el fin de elegir los candidatos a diputados para las elecciones parlamentarias de diciembre del mismo año, esto en 33 circunscripciones de 12 entidades federales debido a la ausencia de un consenso en los mismos, esta contó con apoyo logístico y técnico del Consejo Nacional Electoral. Se presentaron 110 candidatos de los partidos políticos que forman parte de la MUD.
Inicialmente se realizarían en 36 circunscripciones pero después se redujo a 33 debido a los consensos alcanzados en algunos casos.

## Convocatoria
El 21 de febrero de 2015 el secretario general de la Mesa de la Unidad Democrática, Jesús Torrealba anunció que la coalición realizaría elecciones primarias el 3 de mayo del mismo año, también anunció que se haría la petición formal al CNE para realizar la consulta, asimismo indicó que se desconoce la cantidad de circuitos en la que se realizaría la elección. Dos días después la presidenta del Consejo Nacional Electoral respondió a la solicitud y pautó las primarias para el 17 de mayo, explicó que Junta nacional electoral ya está trabajando para dichas actividades pre- electorales de las primarias. “Tenemos abiertos 1.568 puntos de inscripción y actualización de datos. El 12 de marzo inicia el proceso de auditoría con la entrega de base de datos para electores asimismo anunció que ya está abierta la jornada del Registro Electoral, al mismo tiempo, dijo que en las próximas semanas se estará anunciando la fecha para elecciones a la Asamblea Nacional, también anunció que el 21 de junio se realizarán las primarias del PSUV.

## Candidaturas
El partido COPEI inscribió la mayor parte de los candidatos con 21, seguido de Voluntad Popular con 18 candidatos y Primero Justicia con 17 candidatos. Voluntad Popular también realizaría una elección interna para elegir a los candidatos que irían a las primarias de la MUD, esto significa que los candidatos de VP pasarían por 2 procesos antes de la elección parlamentaria, este también había pedido apoyo del CNE en enero de 2015 para la realización de la elección primarias. Los estados en que se realizarían las primarias fueron los siguientes: Falcón, Monagas, Nueva Esparta, Portuguesa, Táchira, Carabobo, Trujillo, Zulia, Distrito Capital, Anzoátegui, Bolívar y Cojedes.

### Candidatos por partido político
| Partido                | Partido | Candidatos |
| ---------------------- | ------- | ---------- |
| Copei                  | COPEI   | 21         |
| Voluntad Popular       | VPA     | 18         |
| Primero Justicia       | MPJ     | 17         |
| Acción Democrática     | AD      | 7          |
| Cuentas Claras         | CC      | 4          |
| Un Nuevo Tiempo        | UNT     | 8          |
| Proyecto Venezuela     | PRVZL   | 6          |
| Vente Venezuela        | VENTE   | 5          |
| La Causa Radical       | LCR     | 4          |
| Fuerza Liberal         | FL      | 3          |
| Movimiento Republicano | MR      | 3          |
| Alianza Bravo Pueblo   | ABP     | 2          |
| Avanzada Progresista   | AP      | 1          |
| Gente Emergente        | GE      | 2          |
| Independientes         | IND     | 1          |
| MIN-Unidad             | MIN     | 1          |
| Unidos para Venezuela  | UNPARVE | 1          |
| Progreso               | PRG     | 1          |
| Total                  | Total   | 105        |

## Controversias

### Aporte obligatorio de cada candidato
El candidato que aspire a medirse en la elección primaria deberá pagar 150 mil bolívares, esto fue  acordado por los 29 partidos que la integran en un reunión que sostuvieron, esto con el fin de poder “sufragar” los gastos que genera utilizar las máquinas del Consejo Nacional Electoral (CNE) y lo que representa preparar y asistir a los miembros de mesa con su hidratación y comida para el día de la contienda. Tomás Guanipa informó que hasta el momento el CNE no ha informado sobre el monto que le tendrá que cancelar la MUD por la utilización de los equipos y el personal que habilitará para su funcionamiento para atender los centros de votación que se habilitarán en los 38 circuitos electorales que irán a la contienda. Guanipa aseguró que uno de los factores de que no se realizaran primaras en todo el país es por la falta de dinero asegurando que el PSUV tiene el financiamiento del Gobierno gracias a la supuesta corrupción en el mismo, esto fue muy criticado por dirigentes chavistas como Jorge Rodríguez y Lisandro Cabello, el politológo Alfonso Hernández considera “contradictorio” que le exijan a los candidatos que van primarias una cuota de dinero, y no se haga lo mismo con los candidatos electos por consensos, y afirmó que “hay una contradicción desde el punto de vista ético y argumentativo”.

## Reacciones
El dirigente oficialista Jorge Rodríguez calificó las primarias de la MUD como una "estafa" cuestionó el hecho de que la coalición opositora organizara estos comicios solo en 12 de los 24 estados, tomando en cuenta únicamente a 34 circunscripciones de las 87 que existen en Venezuela, indicó que el resto de candidatos serán elegidos "a dedo, típico del antiguo sistema puntofijista" además indicó que el 80% de los candidatos son hombres mayores de 50 años, justificando que el 50% de candidatos del PSUV eran mujeres de aproximadamente 30 años.

## Resultados

### Participación
La participación superó las estimaciones de los dirigentes de la MUD, las cuales eran de 350 mil votantes, y posicionó a Primero Justicia como el partido más votado en la coalición con 13 victorias de sus 18 postulados; seguidos por Voluntad Popular, que de sus 20 candidatos logró 10; y Copei, que pese a lograr solo un triunfo de sus 22 postulaciones, quedó en tercer lugar por el número de votos obtenidos con 82.920 electores a su favor en los 12 circuitos donde la MUD convocó a comicios.

### Resultados por partidos políticos
| Partido             | Partido                | Partido | Votos   | %       | Nominados |
| ------------------- | ---------------------- | ------- | ------- | ------- | --------- |
|                     | Primero Justicia       | MPJ     | 125 916 | 19,72 % | 12        |
|                     | Voluntad Popular       | VPA     | 116 371 | 18,23 % | 9         |
|                     | Copei                  | COPEI   | 82 920  | 12,99 % | 1         |
|                     | Acción Democrática     | AD      | 71 573  | 11,21 % | 7         |
|                     | Cuentas Claras         | CC      | 69 753  | 10,92 % | 3         |
|                     | Un Nuevo Tiempo        | UNT     | 47 793  | 7,48 %  | 5         |
|                     | Proyecto Venezuela     | PRVZL   | 46 587  | 7,30 %  | 0         |
|                     | Vente Venezuela        | VV      | 19 679  | 3,08 %  | 1         |
|                     | La Causa Radical       | LCR     | 14 477  | 2,27 %  | 1         |
|                     | Fuerza Liberal         | FL      | 13 227  | 2,07 %  | 0         |
|                     | Movimiento Republicano | MR      | 10 330  | 1,62 %  | 0         |
|                     | Alianza Bravo Pueblo   | ABP     | 7316    | 1,14 %  | 0         |
|                     | Avanzada Progresista   | AP      | 3980    | 0,62 %  | 1         |
|                     | Gente Emergente        | GE      | 3505    | 0,55 %  | 0         |
|                     | Independientes         | IND     | 2868    | 0,45 %  | 0         |
|                     | MIN-Unidad             | MIN     | 1450    | 0,23 %  | 0         |
|                     | Unidos para Venezuela  | UNPARVE | 404     | 0,06 %  | 0         |
|                     | Progreso               | PRG     | 225     | 0,03 %  | 0         |
| Total               | Total                  | Total   | 638 374 | 100 %   | 40        |
| Fuente: El Nacional |                        |         |         |         |           |